# 和合ノ浦駅
和合ノ浦駅（わごのうらえき）は、富山県婦負郡四方町（後に同郡和合町を経て現・富山市四方）にあった越中鉄道（後の富山地方鉄道射水線）の駅（廃駅）である。短期間の開業のみで1931年（昭和6年）6月4日に廃駅となった。

## 歴史
学生などの観光客（当時の新聞（富山日報）記事に「清遊者」と記載されている）のために新規開設された。繁盛していたとのことであったが、短期間の営業に終わった。

### 年表
- 1929年（昭和4年）7月9日：越中鉄道四方駅 - 打出駅（初代）間に新設開業[2]。
- 1931年（昭和6年）6月4日：廃止となる[2]。

## 駅構造
廃止時点で、単式ホーム1面1線を有する地上駅（停留場）であった。

## 駅周辺
当駅のために新たに道路も造られ、無料休憩所も設置されていた。
- 国道415号 - 現在の状況。

## 駅跡
当駅跡を含む線路跡は四方駅跡南方附近から終点・新港東口駅附近までサイクリングロードとなっている。1997年（平成9年）時点では、線路跡地はそのサイクリングロードであった。2006年（平成18年）時点、2010年（平成22年）時点でも同様であった。

## 隣の駅
富山地方鉄道
射水線
四方駅 - 和合ノ浦駅 - 打出駅